# Louis-Étienne Jousserandot
Louis-Étienne Jousserandot, né le 11 mai 1813 à Lons-le-Saunier et mort le 26 avril 1887 à Genève, est un avocat, journaliste et écrivain français. Il a été préfet des Pyrénées-Orientales puis de la Marne sous la Troisième République.

## Carrière
- septembre 1870 - novembre 1871 : Préfet des Pyrénées-Orientales[3]

À la chute de l'Empire, après la Proclamation de la République française du 4 septembre 1870 Pierre Lefranc est nommé préfet des Pyrénées-Orientales le 5 septembre 1870. Il est à son poste le 7 septembre, et demande la levée immédiate de l'état de siège. Le 8 septembre, il demande des pouvoirs illimités, et le 9 septembre, la demande de la levée de l'état de siège restant sans résultat, il donne sa démission. Il n'a été en fonction que trois jours. Une commission départementale assure l'intérim, et le 12 septembre est nommé son successeur Louis Jousserandot, qui sera le préfet tout le temps de la guerre 1870-1871. 
- novembre 1871 - mai 1873 : Préfet de la Marne[3]

## Activités littéraires
Amateur du jeu de dominos, Louis Jousserandot faisait partie du club des Dominotiers, créé vers 1838 par le sculpteur Dantan jeune. En 1848, il a rédigé pour un recueil consacré aux Dominotiers une épître comique de 11 pages : Le domino, épître à Dantan jeune et S.-H. Berthoud.
Le livre de Xavier de Montépin,  Le Médecin des pauvres publié en 1861, est un véritable plagiat d'un ouvrage de Louis Jousserandot paru en 1844, Le Diamant de la Vouivre. Celui-ci intenta un procès à Xavier de Montépin. Ce dernier étant un écrivain célèbre et bien en cour et fort de nombreux appuis politiques, son adversaire ne put avoir gain de cause. Louis Jousserandot fut débouté.

### Publications
- Le Diamant de la Vouivre, 1844.
- Louis Jousserandot, Le Capitaine Lacuzon, vol. 2 vol., Paris, L. de Potter, 1845, in-8° (BNF 30664432)
- Le domino, épître à Dantan jeune et S.-H. Berthoud., éditeur : impr. de Delanchy, Paris 1848, 8 p. ; in-fol[5].

### Cours
- Louis Jousserandot, La Civilisation moderne : cours professé à l'Académie de Lausanne, Paris, Didier, 1866, VIII-476 p., In-8° (BNF 30664433)

### Essais
- Louis Jousserandot, Du Pouvoir judiciaire et de son organisation en France, Paris, A. Marescq aîné, 1878, 187 p., In-8° (BNF 30664441)
- Louis Jousserandot, Le Magistrat unique et le jury facultatif, Angers, impr. de A. Dedouvres, 1885, 16 p., In-8° (BNF 30664440)
- Louis Jousserandot, De la Démocratie républicaine, Paris, Chevalier-Marescq, 1886, 84 p., In-8° (BNF 30664436)
- Louis Jousserandot, Des Assesseurs près des tribunaux romains, Paris, Larose et Forcel, 1886, 21 p., In-8° (BNF 30664431)

### Théâtre
- Eugène Fillion et L. Jousserandot, Lord Surrey : drame en 5 actes, Paris, Marchant, 1838, 28 p., Gr. in-8° (BNF 30664439)
- Louis Jousserandot, Les Collaborateurs : comédie en 1 acte et en vers, Paris, N. Tresse, 1847, 55 p., In-8° (BNF 30664435)